# Vila Franca de Xira (stacja kolejowa)
Vila Franca de Xira (port: Estação Ferroviária de Vila Franca de Xira) – stacja kolejowa w Vila Franca de Xira, w regionie Lizbona, w Portugalii. Znajduje się na Linha da Azambuja i Linha do Norte. Jest obsugiwana przez Comboios de Portugal.
| Vila Franca de Xira     |  |                         |
| Linia Linha da Azambuja |  |                         |
| Alhandra                |  | Castanheira do Ribatejo |
| Linia Linha do Norte    |  |                         |
| Alverca                 |  | Castanheira do Ribatejo |